# Copa Rio (staatsbeker)
De Copa Rio is de staatsbeker voor voetbalclubs uit de Braziliaanse staat Rio de Janeiro. De competitie wordt georganiseerd door de FERJ.

## Geschiedenis
De competitie werd in 1991 in het leven geroepen om een deelnemer te bepalen voor de Copa do Brasil van het volgende jaar. De andere deelnemer is de kampioen van het Campeonato Carioca en indien deze ook de Copa Rio won mocht de verliezend finalist naar de Copa do Brasil. Nadat de CBF de plaatsen voor de Copa do Brasil anders indeelde vanaf 1996 wilden de grote clubs uit Rio de Janeiro niet meer deelnemen aan de competitie en in 1996 en 1997 werd een soort Campeonato do Interior gespeeld voor de kleinere clubs.
In 1998 werd het toernooi nieuw leven in geblazen, hoewel de winnaar zich nergens voor kwalificeerde. Flamengo en Fluminense waren de enige grote teams die deelnamen in 1998 en Botafogo deed enkel in 2000 mee. Hierna werd de competitie niet meer gespeeld tot 2005, opnieuw zonder de grote teams.
Na één jaar onderbreking werd de competitie vanaf 2007 wel opnieuw gespeeld. De teams die in de nationale reeksen reeds actief waren namen niet deel, maar de winnaar kreeg wel opnieuw een plaats in de Copa do Brasil. Nova Iguaçu, de kampioen van 2008 koos ervoor om niet deel te nemen aan de Copa do Brasil en stond zijn plaatst af aan Americano. Sinds 2009 mag de vicekampioen deelnemen aan de Série D. 

## Winnaars
- 1991 -  Flamengo
- 1992 -  Vasco da Gama
- 1993 -  Vasco da Gama
- 1994 -  Volta Redonda
- 1995 -  Volta Redonda
- 1996 -  Rubro Social
- 1997 -  Duquecaxiense
- 1998 -  Fluminense
- 1999 -  Volta Redonda
- 2000 -  Portuguesa
- 2005 -  Tigres do Brasil
- 2007 -  Volta Redonda
- 2008 -  Nova Iguaçu
- 2009 -  Tigres do Brasil
- 2010 -  Sendas
- 2011 -  Madureira
- 2012 -  Nova Iguaçu
- 2013 -  Duque de Caxias
- 2014 -  Resende
- 2015 -  Resende
- 2016 -  Portuguesa
- 2017 -  Boavista
- 2018 -  Americano
- 2019 -  Bonsucesso
- 2020 - Geannuleerd vanwege de coronapandemie
- 2021 -  Pérolas Negras
- 2022 -  Volta Redonda
- 2023 -  Portuguesa
- 2024 -  Maricá